# Lekkoatletyka na Letnich Igrzyskach Paraolimpijskich 2004 – bieg na 800 metrów kl. T13 mężczyzn
W biegu na 800 metrów kl. T13 mężczyzn (zawodnicy niedowidzący) podczas Letnich Igrzysk Paraolimpijskich 2004 rywalizowało ze sobą 8 zawodników.

## Wyniki

### Finał
| Poz. | Zawodnik         | Narodowość        | Rezultat | Uwagi |
| ---- | ---------------- | ----------------- | -------- | ----- |
| 1    | Tim Prendergast  | Nowa Zelandia     | 1:56.23  |       |
| 2    | Gilson Anjos     | Brazylia          | 1:56.81  |       |
| 3    | Stuart McGregor  | Kanada            | 1:56.93  |       |
| 4    | Yunieski Abreu   | Kuba              | 1:57.98  |       |
| 5    | Peter Gottwald   | Stany Zjednoczone | 2:00.02  |       |
| 6    | Andrius Kalvelis | Litwa             | 2:03.47  |       |
| 7    | Max Bergmann     | Niemcy            | 2:04.98  |       |
| 8    | Paolo Barbera    | Włochy            | 2:05.47  |       |